# 포이리노
포이리노(이탈리아어: Poirino)는 이탈리아 피에몬테주의 토리노 광역시에 있는 코무네로, 토리노에서 남동쪽으로 약 20km(12mi) 정도 떨어져 있다.
포이리노는 키에리, 리바프레소키에리, 빌라노바다스티, 산테나, 빌라스텔로네, 이솔라벨라, 첼라렌고, 프랄로르모, 체레솔레달바 및 카르마뇰라와 접해 있다.